# 工業生態學

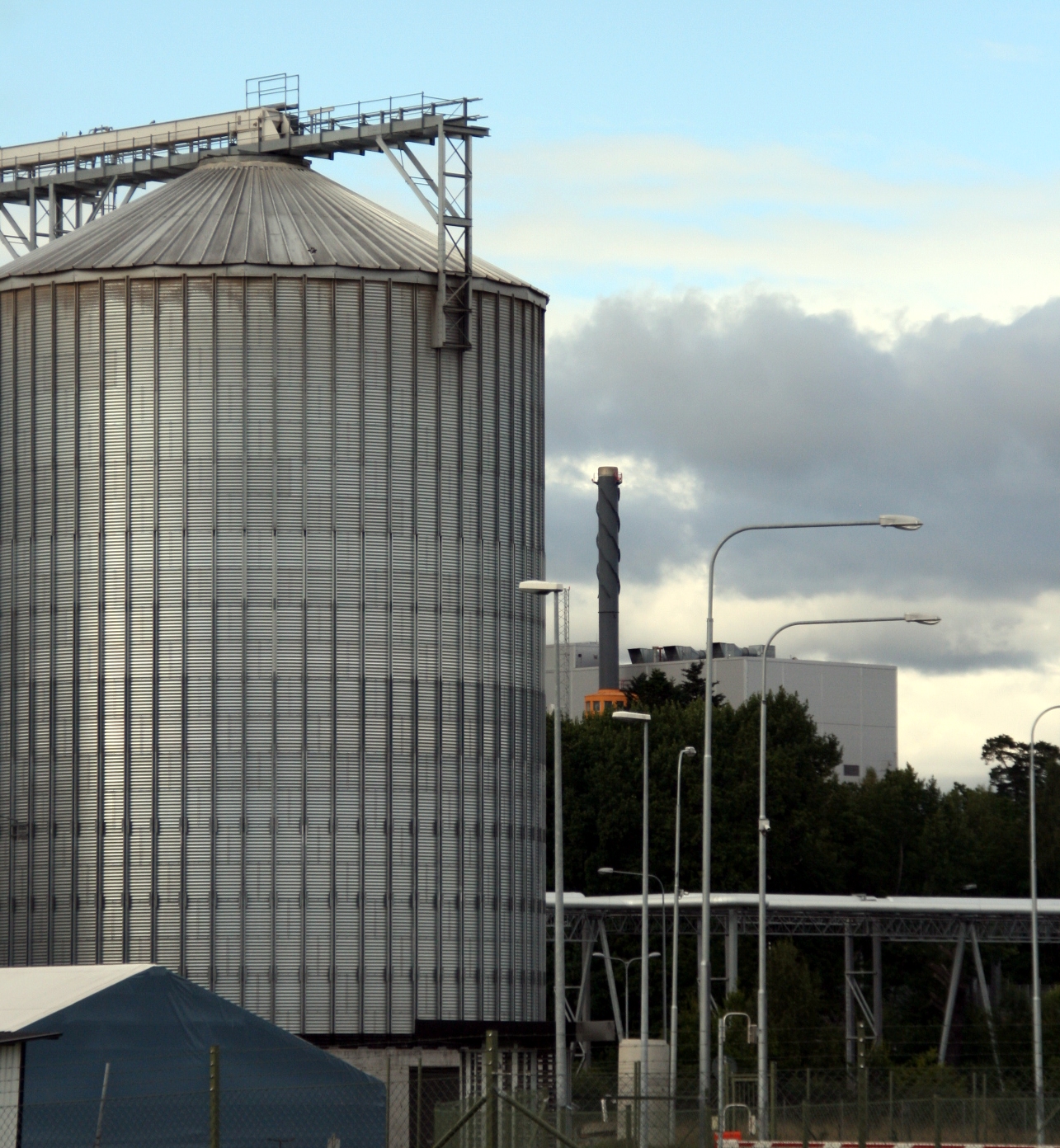
將垃圾焚燒爐（右）的蒸汽由管道輸入到乙醇工廠（左），作為工廠的動力來源。

工業生態學是資源回收再利用的一個例子

工业生态學（Industrial ecology，简称IE）又称产业生态學，是对开放系统的运作规律通过人工过程进行干预和改变，在一般的开放系统中资源和资金经过一系列的运作最终结果是变成废物垃圾，而工业生态學所研究的就是如何把开放系统变成循环的封闭系统，使废物转为新的资源并加入新一轮的系统运行过程中。
工业生态學的概念最早是在1989年的《科学美国人》（Scientific American）杂志上由通用汽车研究实验室的罗伯特·弗罗斯彻（Robert Frosch）和尼古拉斯·格罗皮乌斯（Nicholas E. Gallopoulous）提出的。他们的观点是“为什么我们的工业行为不能像生态系统一样，在自然生态系统中一个物种的废物也许就是另一个物种的资源，而为何一种工业的废物就不能成为另一种的资源？如果工业也能像自然生态系统一样就可以大幅减少原材料需要和环境污染并能节约废物垃圾的处理过程。”
其实弗罗斯彻和格罗皮乌斯的思想只是对更早的观点的发展，如巴克敏斯特·富勒（Buckminster Fuller）和他的学生（如J. Baldwin）提出的节约理论，以及其他同时代人提出的相似观点的，如艾莫里·洛温斯（Amory Lovins）和落磯山学院（Rocky Mountain Institute）。
但是工业生态學（Industrial Ecology）这一专有名词最早是由哈利·泽维·伊万（Harry Zvi Evan）在1973年波兰华沙召开的一次欧洲经济理事会的小型研讨会上提出的，随后伊万在《国际劳工回顾》杂志（International Labour Review）1974年 vol. 110 (3)，219-233页发表了相关文章。伊万把工业生态學定义为对工业运行的系统化分析，这一分析引入了许多新的参数：技术、环境、自然资源、生物医学、机构和法律事务以及社会经济学因素。
工业生态學不会孤立的把工业化系统（如一个工厂，某一产业，某个国家甚至是全球经济）从生物圈中分离出来，而是把它们当作整个系统的一个特殊案例，只不过这一案例是基于资本的环境，而不是自然环境。既然自然系统可以没有浪费，我们也可以把我们的系统依照自然系统一样变得可持续发展。
与更为常规的节能或者节约资源的目标相同，工业生态要求严格按照需求经济的原则重定义了消费和生产之间的关系，它也是自然资本主义的四个目标之一。这种理论不鼓励那种源自对未来无知态度的“不涉及道德的消费”行为，它运用政治经济学的观点去评价自然资源，更依赖于指导性教育性资源去设计和维护每个单一的工业系统。
近年来工业生态學领域的科学理论发展相当迅速，1997年的《工业生态學期刊》（Journal of Industrial Ecology （页面存档备份，存于））, 2001年的《国际工业生态學學會》（International Society for Industrial Ecology （页面存档备份，存于））以及2004年的《工业生态學发展》（Progress in Industrial Ecology）杂志共同使工业生态學在国际科学界占有重要的一席之地。 